# 제20회 대종상
제20회 대종상의 시상식에 관한 내용이다.

## 수상 및 후보

### 최우수작품상
- 초대받은 사람들 - 동아흥행 수상

### 감독상
- 만다라 - 임권택 수상

### 시나리오상
- 앵무새 몸으로 울었다 - 김강윤, 김성화 수상

### 남우주연상
- 피막 - 남궁원 수상

### 남우조연상
- 만다라 - 전무송 수상

### 여우조연상
- 앵무새 몸으로 울었다 - 정윤희 수상
- 앵무새 몸으로 울었다 - 김형자 수상

### 촬영상
- 앵무새 몸으로 울었다 - 손현채 수상

### 편집상
- 만다라 - 이도원 수상

### 조명상
- 만다라 - 차정남 수상

### 음악상
- 초대받은 사람들 - 최창권 수상

### 미술상
- 초대받은 사람들 - 송백규 수상

### 각색상
- 만다라 - 이상현, 송길한 수상

### 녹음상
- 앵무새 몸으로 울었다 - 이재웅 수상

### 신인상
- 만다라 - 전무송 수상
- 하늘 나라 엄마 별이 - 명정옥 수상

### 반공영화작품상
- 짝코 - 삼영필름 수상

### 우수작품상
- 만다라 - 화천공사 수상

### 우수문화영화상
- 중앙영화사 수상
- 세종문화 수상

### 특별상
- 그대 앞에 다시 서리라 - 우연정(연기) 수상
- 초대받은 사람들 - 김지영(연기) 수상